# Seznam kitajskih tenisačev
Seznam kitajskih tenisačev.

## B
- Jan Baj

## D
- Jingjing Duan

## G
- Šin Gao
- Maošin Gong

## H
- Šinjun Han
- Jecong He

## L
- Na Li
- Ting Li
- Dže Li
- Vanting Lju
- Džingdžing Lu

## O
- Boven Oujang

## P
- Bing Pan
- Šuaj Peng

## S
- Tjantjan Sun

## T
- Rigele Te

## W
- Čjang Vang
- Činju Vang
- Šijao Vang
- Šiju Vang
- Jafan Vang
- Di Vu
- Jibing Vu

## X
- Jandze Šje
- Šilin Šu
- Jifan Šu

## Y
- Dzi Jan
- Šjuju Je
- Jue Juan

## Z
- Šaošuan Dzeng
- Šuaj Džang
- Jušuan Džang
- Činven Dženg
- Dze Džang
- Džje Dženg
- Saisai Zheng
- Lin Džu